# Ди Грегорио, Микеле
Микеле ди Грегорио (итал. Michele Di Gregorio, родился 27 июля 1997, Милан) — итальянский футболист, вратарь клуба «Ювентус».

## Карьера
Воспитанник «Интера», вместе с молодёжной командой становился победителем Примаверы. Права на вратаря сохранялись за «нерадзурри» до 2022 года, однако за главную команду ди Грегорио так и не провёл ни одного матча.
12 июля 2017 года ди Грегорио на правах годичной аренды пополнил клуб Серии C «Ренате». За сезон он провёл за команду 38 встреч (14 из них — насухо), пропустив в них 36 голов, и был признан лучшим вратарём сезона. 4 июля 2018 года ди Грегорио был отдан в аренду в «Авеллино 1912», но, не проведя за коллектив ни одной игры, в конце августа отправился в «Новару». За 32 матча в футболке «лазурных» он пропустил 28 мячей и снова был отмечен призом лучшему голкиперу Серии C. Сезон 2019/2020 Микеле провёл в «Порденоне», выступавшем в Серии B, и помог клубу выйти в плей-офф за выход в высшую лигу.
27 августа 2020 года ди Грегорио отправился в очередную аренду: на этот раз — в только что вышедшую в Серию B «Монцу». Следующим летом соглашение было продлено ещё на один год. Будучи основным вратарём команды, Микеле помог «Монце» выйти в Серию A и был выкуплен у «Интера» за 4 миллиона евро. 13 августа 2022 года во встрече с «Торино» ди Грегорио дебютировал в элите итальянского футбола. Первый сезон в Серии A выдался для голкипера успешным: он стал одним из открытий чемпионата, записав на свой счёт 10 сухих матчей, и вошёл в тройку лучших вратарей сезона. Отличные выступления Микеле привлекли внимание многих именитых клубов.

## Достижения

### Личные
- Лучший вратарь Серии А: 2023/24[14]

## Статистика выступлений
| Клуб             | Сезон            | Чемпионат        | Чемпионат | Чемпионат | Кубок | Кубок | Другие | Другие | Всего | Всего |
| Клуб             | Сезон            | Лига             | Игры      | Голы      | Игры  | Голы  | Игры   | Голы   | Игры  | Голы  |
| ---------------- | ---------------- | ---------------- | --------- | --------- | ----- | ----- | ------ | ------ | ----- | ----- |
| → Ренате         | 2017/18          | Серия C          | 33        | -30       | 3     | -4    | 1      | -2     | 37    | -36   |
| → Новара         | 2018/19          | Серия C          | 30        | -26       | 0     | 0     | 2      | -2     | 32    | -28   |
| → Порденоне      | 2019/20          | Серия B          | 33        | -39       | 0     | 0     | 2      | -2     | 35    | -41   |
| Монца            | 2020/21          | Серия B          | 27        | -24       | 2     | -2    | 2      | -3     | 31    | -29   |
| Монца            | 2021/22          | Серия B          | 37        | -37       | 1     | -2    | 4      | -6     | 42    | -45   |
| Монца            | 2022/23          | Серия A          | 37        | -49       | 0     | 0     | —      | —      | 37    | -49   |
| Монца            | 2023/24          | Серия A          | 19        | -17       | 1     | -2    | —      | —      | 20    | -18   |
| Монца            | Всего за «Монцу» | Всего за «Монцу» | 120       | -126      | 4     | -6    | 6      | -9     | 130   | -142  |
| Всего за карьеру | Всего за карьеру | Всего за карьеру | 227       | -237      | 7     | -10   | 11     | -15    | 234   | -247  |

1. 1 2  Плей-офф Серии C
2. 1 2 3  Плей-офф Серии Б